# Buncombe
Buncombe é uma vila localizada no estado americano de Illinois, no Condado de Johnson.

## Demografia
Segundo o censo americano de 2000, a sua população era de 186 habitantes. 
Em 2006, foi estimada uma população de 212, um aumento de 26 (14.0%).

## Geografia
De acordo com o United States Census Bureau tem uma área de 
3,1 km², dos quais 3,1 km² cobertos por terra e 0,0 km² cobertos por água.

## Localidades na vizinhança
O diagrama seguinte representa as localidades num raio de 20 km ao redor de Buncombe. 